# Opilio Rossi
Opilio Rossi (ur. 14 maja 1910 w Nowym Jorku, zm. 9 lutego 2004 w Rzymie) – duchowny włoski, kardynał.

## Życiorys
Jako dziecko przyjechał z rodzicami do Włoch; studiował m.in. w Papieskim Athenaeum Św. Apolinarego w Rzymie i w watykańskiej akademii dyplomatycznej. Przyjął święcenia kapłańskie 11 marca 1933 i został inkardynowany do diecezji Piacenza. Od 1937 pracował w watykańskiej służbie dyplomatycznej, m.in. jako attaché w Sekretariacie Stanu, potem w nuncjaturach w Belgii, Holandii i Niemczech. 21 listopada 1953 mianowany nuncjuszem w ze i jednocześnie arcybiskupem tytularnym Ancira, przyjął sakrę biskupią 27 grudnia t.r. z rąk abp. A. J. Muencha, nuncjusza w Niemczech. Później przenoszony na nuncjatury w Chile (1959 i Austrii (1961). Brał udział w obradach Soboru Watykańskiego II.
24 maja 1976 papież Paweł VI wyniósł go do godności kardynalskiej, z nadaniem tytularnego kościoła S. Maria Liberatrice a Monte Testaccio (kardynał diakon); od grudnia 1976 kierował Papieską Radą ds. Świeckich i Papieską Komisją ds. Rodziny (do 1983); 1983–1991 prezydent Papieskiej Komisji ds. Międzynarodowych Kongresów Eucharystycznych, 1984–1993 prezydent Komisji Kardynałów ds. Świątyń Pontyfikalnych w Pompei, Loreto i Bari.
1987 został podniesiony do rangi kardynała prezbitera (z kościołem tytularnym S. Lorenzo in Lucina); wraz z ukończeniem 80 lat utracił czynne prawo wyborcze w konklawe, w którym uczestniczył dwukrotnie w 1978.